# Lê hấp đường phèn
Lê hấp đường phèn  (tiếng Trung: 冰糖炖雪梨; tiếng Anh: Skate Into Love), là một bộ phim thanh xuân thần tượng của Trung Quốc lên sóng năm 2020, được cải biên từ tiểu thuyết cùng tên của nhà văn nổi tiếng Tửu Tiểu Thất, với sự tham gia của các diễn viên: Ngô Thiến, Trương Tân Thành, Chu Lịch Kiệt.  Phim khởi quay từ tháng 4 năm 2019, và đóng máy vào tháng 7 cùng năm. Từ 19 tháng 03 năm 2020, bộ phim bắt đầu được phát sóng đồng thời trên 2 đài truyền hình Giang Tô TV và Chiết Giang TV.

## Tóm tắt
Thời tiểu học, cậu bé nhút nhát Lê Ngữ Băng thường xuyên bị "Đại vương ngồi cùng bàn" Đường Tuyết bắt nạt. Bọn họ như nước với lửa, chỉ giống nhau ở chỗ cùng một lý tưởng trên sân băng. Một lần nữa gặp lại ở thời đại học, Lê Ngữ Băng đã trở thành nam thần đội băng cầu trường Lâm Đại, mà Đường Tuyết thành một nữ sinh ngây ngốc mê mang. Lê Ngữ Băng liền sắp đặt để Đường Tuyết trở thành tiểu trợ lý của mình, từ từ nhận báo ứng.
Mà sau một loạt những hành vi "trả thù" này, Lê Ngữ Băng dần dần phát hiện ra những điểm tốt của Đường Tuyết. Ngay cả dũng khí đánh băng cầu của mình cũng là đến từ Đường Tuyết.
Còn Đường Tuyết được Lê Ngữ Băng giúp đỡ, dần dà tìm lại được mơ ước xưa kia. Bọn họ rốt cuộc cũng hiểu rõ tâm ý, mà lúc này một loạt biến cố nối đuôi nhau kéo đến. Hiểu lầm khi còn nhỏ bùng nổ, mối tình đầu của Đường Tuyết quay về, hoa khôi giảng đường quấy nhiễu, cha mẹ ngăn cản, thi đấu bị thương, buộc phải đưa ra lựa chọn...
Một loạt áp lực theo nhau mà đến. Tình yêu và lí tưởng đan cài trên mặt băng, hai trái tim nhiệt huyết dạt dào biến tình yêu thành động lực, hướng về cuộc sống tươi đẹp phía trước.

## Kênh phát sóng
| Kênh           | Quốc gia   | Ngày bắt đầu         | Thời gian                                                                                               |
| -------------- | ---------- | -------------------- | --- |
| Youku          | Trung Quốc | 19 tháng 03 năm 2020 | Tài khoản VIP tải lên 22:00 Tài khoản thường xem được từ 22:00 hôm sau                                  |
| Chiết Giang TV | Trung Quốc | 19 tháng 03 năm 2020 | Mỗi tuần từ Chủ nhật đến thứ 6, 19:35 - 21:20 (2 tập liên tiếp) Thứ 7 19:35-20:10 (chỉ phát sóng 1 tập) |
| Giang Tô TV    | Trung Quốc | 19 tháng 03 năm 2020 | Mỗi tuần từ Chủ nhật đến thứ 6, 19:35 - 21:20 (2 tập liên tiếp) Thứ 7 19:35-20:10 (chỉ phát sóng 1 tập) |
| FPT Play       | Việt Nam   | 19 tháng 03 năm 2020 | Phát sóng chậm hơn một ngày so với phía Trung Quốc                                                      |
| LINE TV        | Đài Loan   | 23 tháng 03 năm 2020 | Mỗi tuần thứ 2 đến Chủ nhật 22:00                                                                       |

## Sản xuất
Bộ phim được sản xuất bởi ekip của "Hương mật tựa khói sương", là phần hai của "Mật đường tam bộ khúc" cùng với "Hương mật tựa khói sương" (2018) và "Tinh lạc ngưng thành đường"(2021)
Ngày 17 tháng 04 năm 2019, bộ phim chính thức khởi quay tại Thanh Đảo.  Một sân băng kích thước 30 x 60 mét đã được xây dựng phục vụ cho việc ghi hình. Tuyển thủ chuyên nghiệp môn Trượt băng tốc độ quãng ngắn cũng đã được mời đến làm người hướng dẫn cho diễn viên trong đoàn, và đồng thời tham gia vào diễn xuất trong bộ phim. Bộ phim đóng máy ngày 29 tháng 07 năm 2019.
Các diễn viên chính đều học trượt băng và khúc gôn cầu trên băng trong vòng một tháng, tự mình thực hiện các cảnh quay trên băng, chỉ sử dụng thế thân ở những phân đoạn yêu cầu kĩ thuật.

## Diễn viên[3]

### Diễn viên chính
| Diễn viên        | Nhân vật    | Giới thiệu | Chú thích |
| ---------------- | ----------- | --- | --------- |
| Ngô Thiến        | Đường Tuyết | Đường chủ, thành viên đội Trượt băng tốc độ cự li ngắn. Trước đây vì xảy ra một tai nạn trong lúc thi đấu mà đã từng từ bỏ ước mơ. Ban đầu học ngành Thú ý ở Lâm Đại nhưng sau đó đã chuyển sang Học viện thể thao để theo đuổi đam mê. Là người có tính cách hào sảng, chân thành, nhiệt tình. Nhờ có quyết tâm không từ bỏ và lòng kiên trì theo đuổi đam mê đã một lần nữa đạt được giấc mơ trên băng, hơn nữa còn trở thành bạn gái Lê Ngữ Băng                                                                                    | [ 4 ]     |
| Trương Tân Thành | Lê Ngữ Băng | Băng thần, thành viên nổi tiếng, ngôi sao và cũng là Đội trưởng đội khúc gôn cầu trên băng Kiêu Long Lâm Đại. Là bạn cùng bàn của Đường Tuyết khi còn học tiểu học, thường xuyên bị Đường Tuyết bắt nạt nên sau khi gặp lại ở trường Đại học đã lên kế hoạch trả thù Đường Tuyết. Tuy vậy, dần dần tiếp xúc một lần nữa với người bạn thủa nhỏ, tình cảm đến từ lúc nào không hay. | [ 5 ]     |
| Chu Lịch Kiệt    | Dụ Ngôn     | Thần đồng trượt băng, tới Lâm Đại như một ngôi sao sáng được kì vọng sẽ giành chức vô địch. Trong mắt mọi người, cậu là một "chú cừu nhỏ" với đôi mắt nai, tính cách có phần nhút nhát nhưng ngây thơ, đơn thuần. Nhưng ít ai biết được đằng sau ánh hào quang ấy là một cuộc sống gò bó, đầy rẫy những điều cấm kị và áp lực ngay từ khi còn nhỏ để trở thành một VĐV xuất sắc. Đường Tuyết là người phát hiện ra điều đó và trở thành người bạn đầu tiên của cậu. Cậu bị thu hút bởi tính cách của Đường Tuyết và muốn theo đuổi cô. | [ 6 ]     |

### Diễn viên phụ

#### Kiêu Long Lâm Đại
| Diễn viên      | Nhân vật                | Giới thiệu | Chú thích                        |
| -------------- | ----------------------- | --- | -------------------------------- |
| Hàn Cửu Nặc    | Trương Duyệt Vi         | Đội trưởng Đội trượt băng tốc độ cự li ngắn Lâm Đại, bạn thân của Lê Ngữ Băng. Tính cách hơi có chút đàn ông, thẳng tính, là người dùng thực lực để nói chuyện, tuy vậy lại đem lòng ái mộ Lê Ngữ Băng | [ 7 ]                            |
| Tào Bác        | Tưởng Thế Giai          | Bạn cùng phòng và cũng là đồng đội của Lê Ngữ Băng ở Kiêu Long Lâm Đại, cùng Trương Duyệt Vi hợp thành hội bạn bè thân thiết. Là người chu đáo, chân thành, có cảm tình với Trương Duyệt Vi            | [ 8 ]                            |
| Triệu Cẩm Huy  | Đặng Kiến Quốc          | Lão Đặng, Bạn cùng phòng của Lê Ngữ Băng, chơi ở vị trí thủ môn trong đội Kiêu Long Lâm Đại, "sở trường" tư vấn tình cảm                                                                               | [ 9 ]                            |
| Trương Lỗi     | Huấn luyện viên Từ      | HLV Đội khúc gôn cầu trên băng Kiêu Long Lâm Đại. Là người chân thành, phóng khoáng, biết quan tâm người khác. Chồng cũ của HLV Chử và đang một lần nữa theo đuổi cô                                   | [ 10 ]                           |
| Đinh Tử Linh   | Huấn luyện viên Chử     | HLV Đội trượt băng tốc độ quãng ngắn, vợ cũ của HLV Từ. Là chính trực, tuy vậy lại rất trọng người tài, giúp đỡ Đường Tuyết rất nhiều trong con đường quay trở lại sân băng                            |                                  |
| Tang Nhất Nhân | Quản lí Mã              | Quản lí đội Kiêu Long Lâm Đại, có mối quan hệ tốt với Lê Ngữ Băng, ban đầu còn giúp Lê Ngữ Băng lừa Đường Tuyết làm trợ lý                                                                             |                                  |
| Hạ Minh Hạo    | Huấn luyện viên Kim     | HLV Đội trượt băng nghệ thuật Lâm Đại, thầy hướng dẫn chính của Dụ Ngôn, có mối quan hệ đối đầu lâu năm với HLV Từ, hiện cũng đang theo đuổi HLV Chử                                                   |                                  |
| Tiểu Vũ        | Tống An Kiệt            | Đồng đội của Lê Ngữ Băng tại tuyển trẻ Quốc gia, sau này cũng gia nhập CLB Kiêu Long Lâm Đại |                                  |
| Lí Hồng Sảng   | Lí Hồng Sảng (bản thân) | Thành viên đội Trượt băng tốc độ quãng ngắn Lâm Đại | VĐV Trượt băng tốc độ quãng ngắn |
| Đặng Luân      | Từ Phong                | Cầu thủ khúc gôn cầu trên băng nổi tiếng, thần tượng của Lê Ngữ Băng | cameo                            |

#### Bạn bè của Đường Tuyết
| Diễn viên      | Nhân vật               | Giới thiệu | Chú thích                        |
| -------------- | ---------------------- | --- | -------------------------------- |
| Hà Tuyên Lâm   | Hạ Mộng Hoan           | Hoan Hoan, Mộng Phi. Bạn cùng phòng Đường Tuyết, một cô nàng sành điệu, sinh viên khoa Thú Y, có niềm đam mê mãnh liệt với Động vật. Bạn gái của Liêu Chấn Vũ | [ 12 ]                           |
| Tần Thiên Vũ   | Liêu Chấn Vũ           | Tiểu Vũ, bạn cao trung của Đường Tuyết, thân thiết nhất và thường đi theo gọi một tiếng "Đường chủ", là sinh viên khoa Y của Lâm Đại. Là một người hài hước và có phần trẻ con, từng mắc bệnh nói lắp nên bị bắt nạt, ước mơ trở thành một bác sĩ như mẹ của Đường Tuyết. Bạn trai của Hạ Mộng Hoan |                                  |
| Ngụy Thiên Hạo | Biên Trừng             | Bạn cao trung và là mối tình đầu của Đường Tuyết, sinh viên khoa Báo chí và Truyền thông Minh Đại. Ban đầu, vì không muốn lỡ dở việc học mà từ chối Đường Tuyết, gián tiếp gây ra tai nạn trong cuộc thi năm đó. Sau đó, dần phát hiện ra những điểm xuất sắc của Đường Tuyết và theo đuổi cô. Tuy vậy, lần này anh bị từ chối, từ đó có mối quan hệ "không đội trời chung" với Lê Ngữ Băng.                             |                                  |
| Sở Nguyệt      | Châu Nhiễm             | Chị họ của Đường Tuyết, bạn học cao trung, sinh viên khoa Báo chí và hoa khôi của Lâm Đại, từ nhỏ đến lớn luôn được xem như hình mẫu "con nhà người ta" trong mắt mọi người. Tuy vậy, luôn có trạng thái ghen ghét, đối địch với Đường Tuyết, đặc biệt khi thấy Biên Trừng và Lê Ngữ Băng cùng theo đuổi cô. Sau khi Lê Ngữ Băng và Đường Tuyết yêu nhau, bắt tay cùng Biên Trừng lập kế hoạch phá hoại tình cảm của họ. |                                  |
| Lục Tuấn Dao   | Diệp Liễu Oanh         | Lão DIệp, bạn cùng phòng với Đường Tuyết, sinh viên khoa Triết học Lâm Đại. Là một người có phần hướng nội, luôn mang sách bên mình, hay chia sẻ những câu triết lý đọc được làm lời khuyên cho người khác, một học bá điển hình. |                                  |
| Vu Đại Tịnh    | Vu Đại Tịnh (bản thân) | Niềm tự hào của Trượt băng tốc độ quãng ngắn Trung Quốc, đàn anh thân thiết của Đường Tuyết trước kia từng tập luyện chung, là người giúp đỡ và khích lệ Đường Tuyết trên hành trình tìm lại ước mơ | VĐV Trượt băng tốc độ quãng ngắn |

#### Nhân vật khác
| Diễn viên               | Nhân vật       | Chú thích |
| ----------------------- | -------------- | --------- |
| Chưởng Thượng Minh Châu | Đường Tuyết    | Lúc nhỏ   |
| Lý Chiêu Bình           | Lê Ngữ Băng    | Lúc nhỏ   |
| Điền Diểu               | Mẹ Đường Tuyết |           |
| Miêu Hào Quân           | Bố Đường Tuyết |           |
| Dương Bình              | Mẹ Lê Ngữ Băng |           |
| Vương Lâm               | Bố Lê Ngữ Băng |           |
| Dương Tử Yên            | Mẹ Dụ Ngôn     |           |

## Nhạc phim
| STT | Nhan đề                         | Biểu diễn                    | Thời lượng |
| --- | ------------------------------- | ---------------------------- | ---------- |
| 1.  | "Bình minh" (Mở đầu)            | Trương Tân Thành             | 03:46      |
| 2.  | "Khi gặp được em" (Kết thúc)    | Lưu Vũ Ninh, Modern Brothers | 03:09      |
| 3.  | "Băng tuyết ngập trời" (Chủ đề) | Hà Tuyền Lâm                 | 04:00      |
| 4.  | "Hoa tuyết rơi" (Chủ đề)        | Châu Thâm                    | 03:44      |
| 5.  | "Con đường bình phàm"           | Phác Thụ                     | 05:05      |
| 6.  | "Rung động"                     | Trương Tân Thành             | 03:57      |
| 7.  | "Khi gặp được em"               | Tát Đỉnh Đỉnh                | 03:06      |
| 8.  | "Anh muốn nói với em"           | Tào Bác                      | 04:03      |
| 9.  | "Nụ cười của em"                | Tưởng Long, Tây Tử           | 03:12      |
| 10. | "Sandwhich ngọt ngào"           | Tưởng Long                   | 03:50      |
| 11. | "Woman"                         | Lưu Vũ Ninh                  |            |
| 12. | "Tên của em"                    | Tưởng Hiệp                   | 03:11      |
| 13. | "Bậc thầy Master"               | EO Nghệ Âu                   | 03:06      |
| 14. | "Nan đạo"                       | Đỗ Hải Vân                   | 04:37      |
| 15. | "Giắc mơ ca hát"                | Hoa Ngữ quần tinh            | 04:06      |